# Porricondyla aurantiaca
Porricondyla aurantiaca is een muggensoort uit de familie van de galmuggen (Cecidomyiidae). De wetenschappelijke naam van de soort is voor het eerst geldig gepubliceerd in 1965 door Panelius.